# Pinard (vin)
Pour les articles homonymes, voir Pinard.

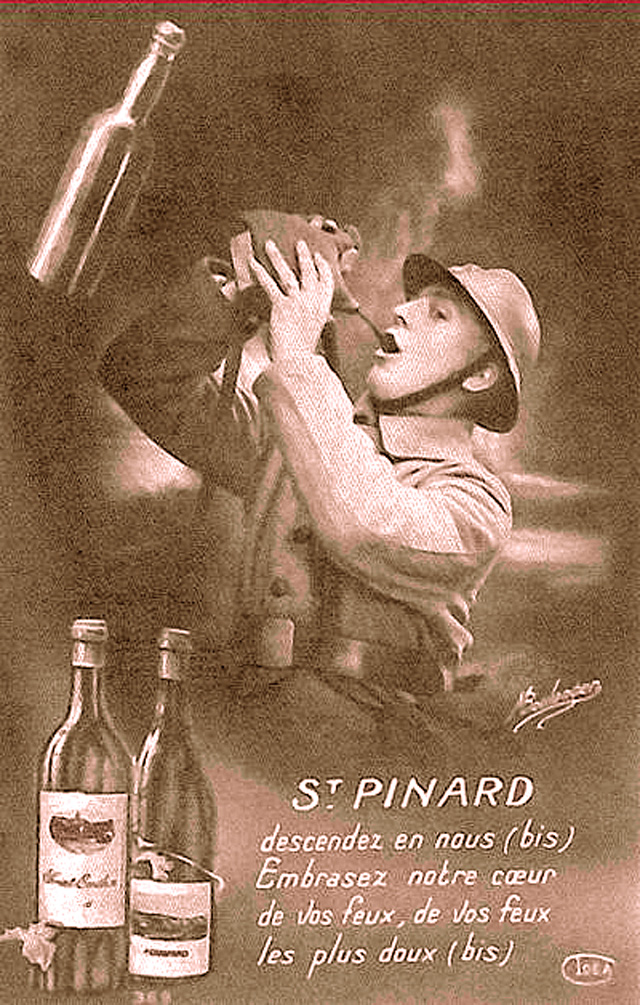
Prière des poilus à saint Pinard

Le pinard est un qualificatif argotique désignant un vin rouge. Il a comme synonyme « bleu », « bluchet », « brutal », « gingin », « ginglard », « ginglet », « gros qui tache », « jaja », « pichtegorne », « picrate », « picton », « pive », « pif », « pivois » ou « rouquin ». Mais contrairement à ces autres mots d'argot, il a une histoire liée à la Première Guerre mondiale où il fut le vin des poilus qui lui donnèrent son heure de gloire en le désignant comme « saint Pinard » ou « père Pinard ».
Le mot « pinard » est admis par l'Académie française le 15 juin 1933 pour entrer dans son Dictionnaire avec la description suivante : « Se dit généralement d'un vin commun et au point de vue militaire de tous les vins en général ». 

## Étymologie

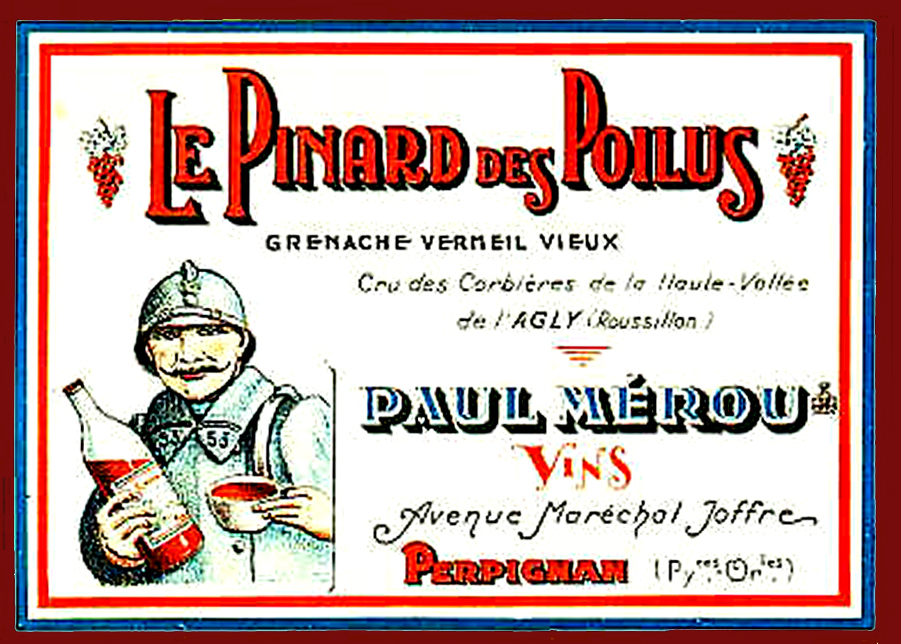
Vin des poilus.

Son origine reste incertaine. Elle peut provenir de pineau, cépage dont la grappe ressemble à une pomme de pin ou d'une autre variété de raisin baptisée pinard obtenue vers 1911, à Colmar, en croisant (Vitis riparia × Vitis rupestris) × Goldriesling. L'origine la plus couramment admise reste une altération d'un vin issu du cépage pinot qui se trouve dans les vignobles de Bourgogne, Champagne et Lorraine. 
On retrouve aussi le mot à Bordeaux, sous la forme de pimard (influence de pommard) et sous la forme verbale de pinarder (s'enivrer). Une autre étymologie serait à chercher dans le patois franc-comtois où le verbe piner signifie siffler. D'autres chercheurs affirment que son origine serait le vocable grec pino signifiant boire. On a pensé aussi au Bourguignon Jean Pinard qui, au XVIIe siècle passait pour l'archétype du vigneron. Quoi qu'il en soit, cet argot de caserne semble avoir été utilisé initialement par les soldats du  XXe corps d'armée basé dès 1908 dans la région de Toul en concomitance avec le casse-patte désignant un vin blanc. Son plus ancien usage est attesté en 1886 dans le 13e d'artillerie. Il est employé dans les régiments de Nancy, Verdun, Vitry-le-François, bien avant la guerre. La marine et les troupes coloniales l'utilisaient au moins depuis 1905. 
Il fut utilisé par les poilus et aussi par leur commandement. Le maréchal Joffre, fils d’un tonnelier de Rivesaltes, glorifiait le général Pinard qui avait soutenu le moral de ses troupes. Enfin, consécration suprême, le pinard entra dans la huitième édition du Dictionnaire de l’Académie édité en 1935. Actuellement, il peut soit qualifier une infâme bibine ou le plus grand des crus classés. On ajoute alors pinard à la redresse, synonyme de vin fin.

## Contexte historique

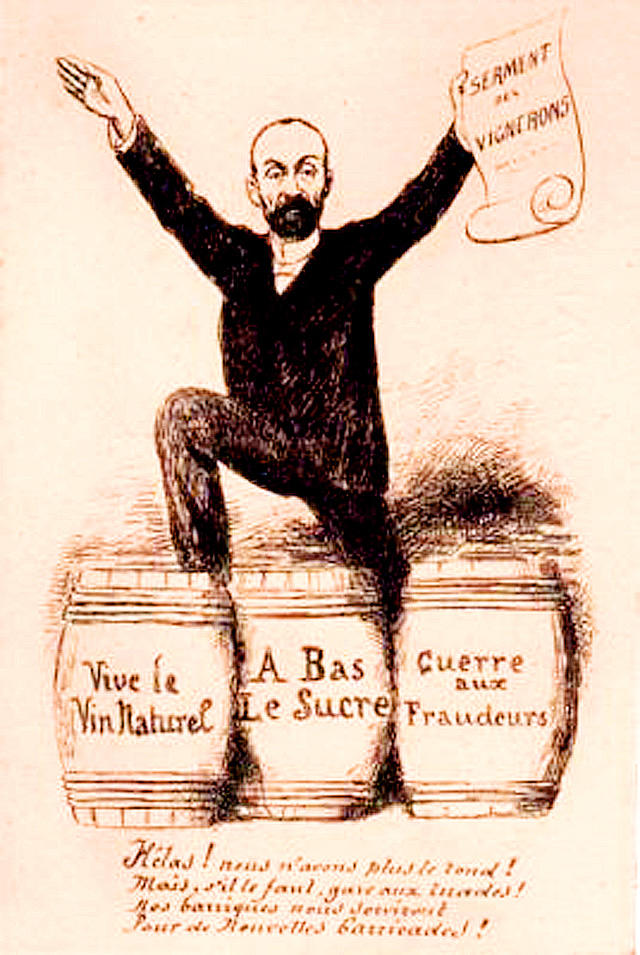
Marcelin Albert champion de la lutte contre la chaptalisation en 1907.

Les années 1902 et 1903 avaient connu de faibles récoltes, dues à la météorologie : 35 à 40 millions d’hectolitres. Les cours sont alors de 16 francs, puis de 24 francs l’hectolitre. En 1904 et 1905, toujours à cause de la météorologie, les récoltes sont extrêmement abondantes dans toute l’Europe : la hausse de production est de 96 % en France, de 48 % en Espagne, de 16 % en Italie, les trois principaux producteurs européens. Alors que le seuil de mévente se situe à 50 millions d’hectolitres, la production est de 69 millions. De 1900 à 1906, la viticulture du Languedoc produit de 16 à 21 millions d'hectolitres. C'est dans ce contexte, que le gouvernement autorise en 1903 la chaptalisation des vins d'importation. La production se maintient à un niveau élevé les années suivantes : 58 millions d’hectolitres en 1905, 52 en 1906, 66 en 1907. Le prix de l’hectolitre de vin passe à 6 ou 7 francs.
Le 9 août 1905, le parlement vote une loi qui oblige les gros marchands de vins de Paris d'avoir pignon sur rue aux entrepôts de Bercy et à la halle aux vins. Le vin languedocien se vend de plus en plus mal. Les récoltes abondantes font gonfler des stocks devenus impossibles à écouler. Dans les troquets, on vend même le vin « à l'heure » : on paye et on boit tout le vin que l'on veut… ou que l'on peut boire.

## Guerre et vin

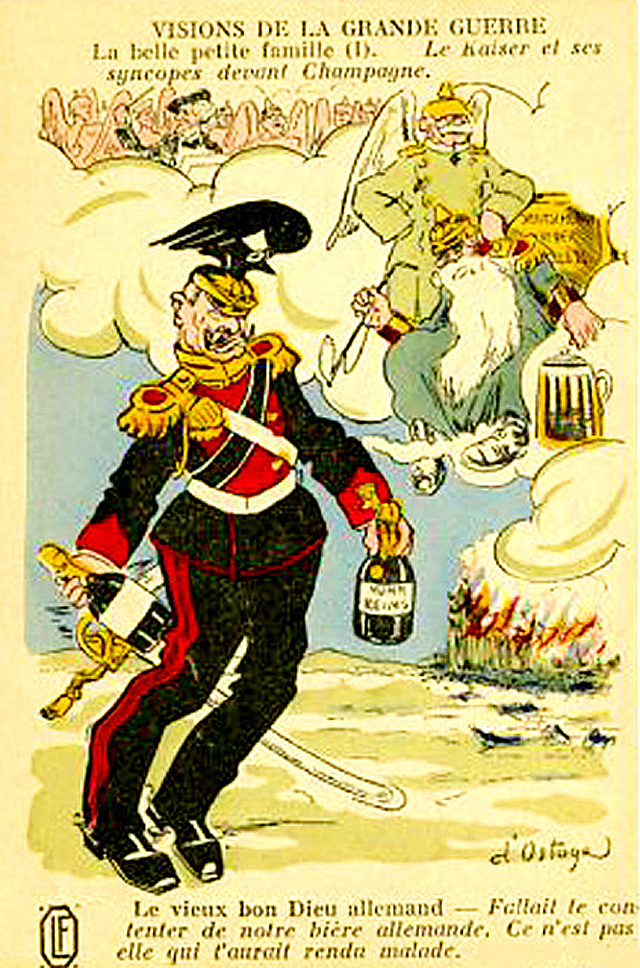
Le Kaiser ne supporte pas le champagne.

Cette surproduction chronique allait être absorbée par les poilus de la Première Guerre mondiale. Le conflit entre l'Allemagne et la France commença le 3 août 1914. Avant la fin du mois, les viticulteurs du Midi offraient  200 000 hectolitres pour les soldats partis au front. Car cette guerre, qu'on appelle « grande guerre » dès 1915, a rapidement été perçue comme un « événement exceptionnel, quelque chose d’épique qui relevait de la grande histoire ». Parallèlement à cette prise de conscience, le vin de France fut réquisitionné des politiques aux poètes pour devenir partie prenante d'un patriotisme cocardier. Quatre fonctions lui ont été assignées entre 1914 et 1918. Il va être, tout d'abord, un fortifiant qui doit soutenir le juste combat des poilus. Théodore Botrel, dans Rosalie, illustre ce rôle imparti au vin en plaçant son injonction guerrière « Nous avons soif de vengeance » entre ces deux vers « Verse à boire ! » et « Buvons donc de la gloire à pleins bidons ! ». 
Autre fonction impartie au vin, celle d'un produit du terroir issu du sol de la France sacralisée et envahie. Dans son Ode au Pinard, Max Leclerc déclame « Salut ! Pinard pur jus de treilles,/ Dont un permissionnaire parfois / Nous rapporte une ou deux bouteilles / C’est tout le pays qui vit en toi ».

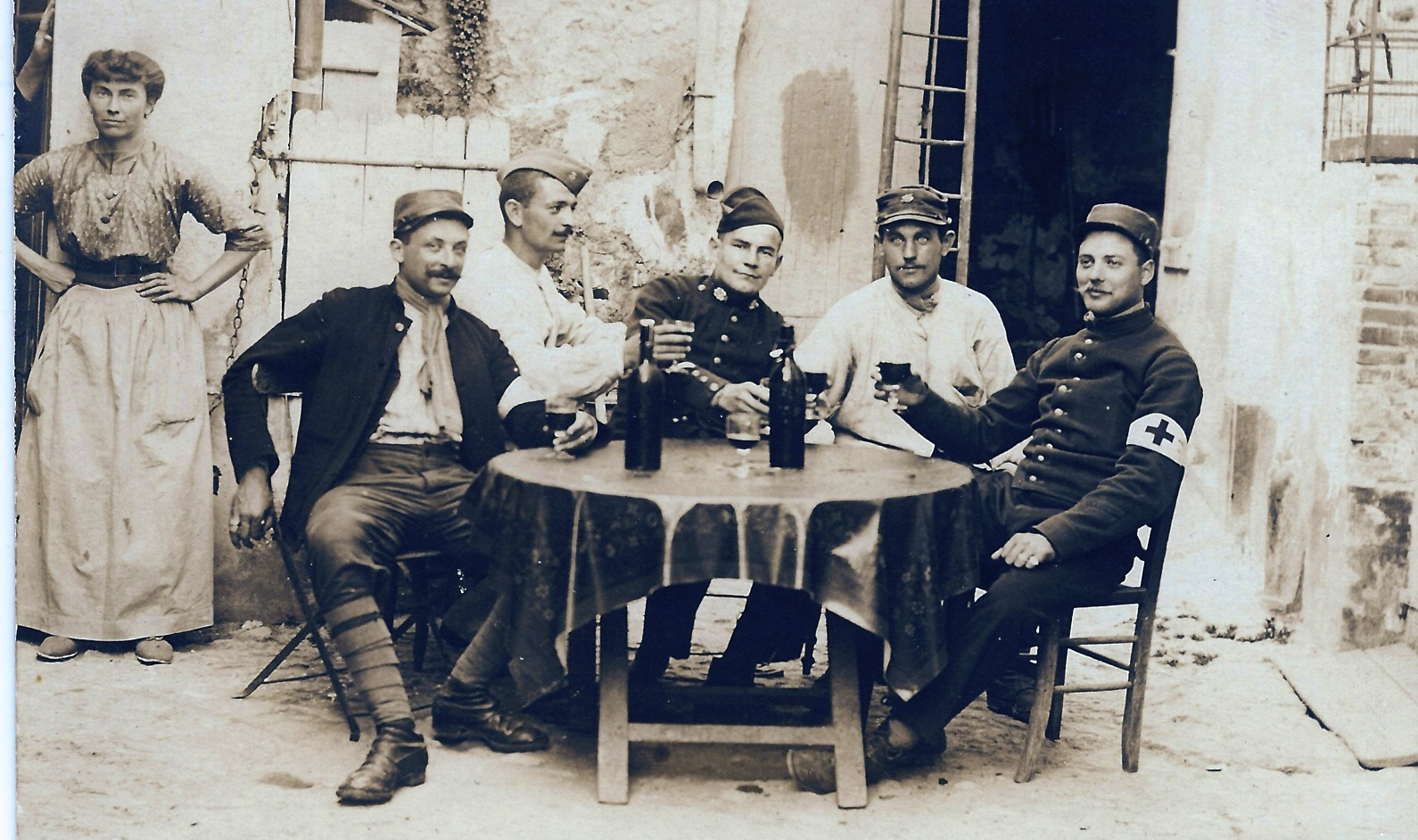
Pinard des infirmiers.

Dans un pays où l'esprit cocardier a servi de base à l'union sacrée, le vin est le symbole qui distingue « la civilisation française de la barbarie germanique ». Jean Richepin s'est complu à mettre en exergue « Le Barbare au corps lourd mû par un esprit lent / Le Barbare en troupeau de larves pullulant / Dans l’ombre froide, leur pâture coutumière / Tandis que nous buvons, nous, un vin de lumière / À la fois frais et chaud, transparent et vermeil ».
Puis, la France victorieuse, ce « vin de guerre » devint le vecteur de sa gloire militaire. Henri Margot, un des poètes amateurs inspirés par la guerre, commit un sonnet glorifiant Le Pinard en écrivant « Joyeux à boire / Emplissant nos quarts jusqu’au bord / Tu nous as donné la Victoire ». C'est ce que célèbre à la une Le Journal d'Aubenas et de Vals-les-Bains dans son édition du samedi 24 juin 1916, en publiant ce poème : « Ô pinard d'espérance ! / Vois mes bras noueux et mon cœur serein / Tu donnes la vaillance / À tes amoureux pinard divin / .../ La bière gonfle la panse / C'est le breuvage d'outre-Rhin / Donnez-nous du vin de France / Le père de l'Esprit sain. / S'il coûte trop cher, qu'importe, / Je dis – c'est pas un canard - / Que pour jeter à la porte / Le Boche, il faut du pinard / ... / Pinard de la Victoire / Viens je veux baiser tes petits glouglous / Aux beaux jours de la gloire, / Nous boirons un coup, encore un coup ».

## Vin du poilu

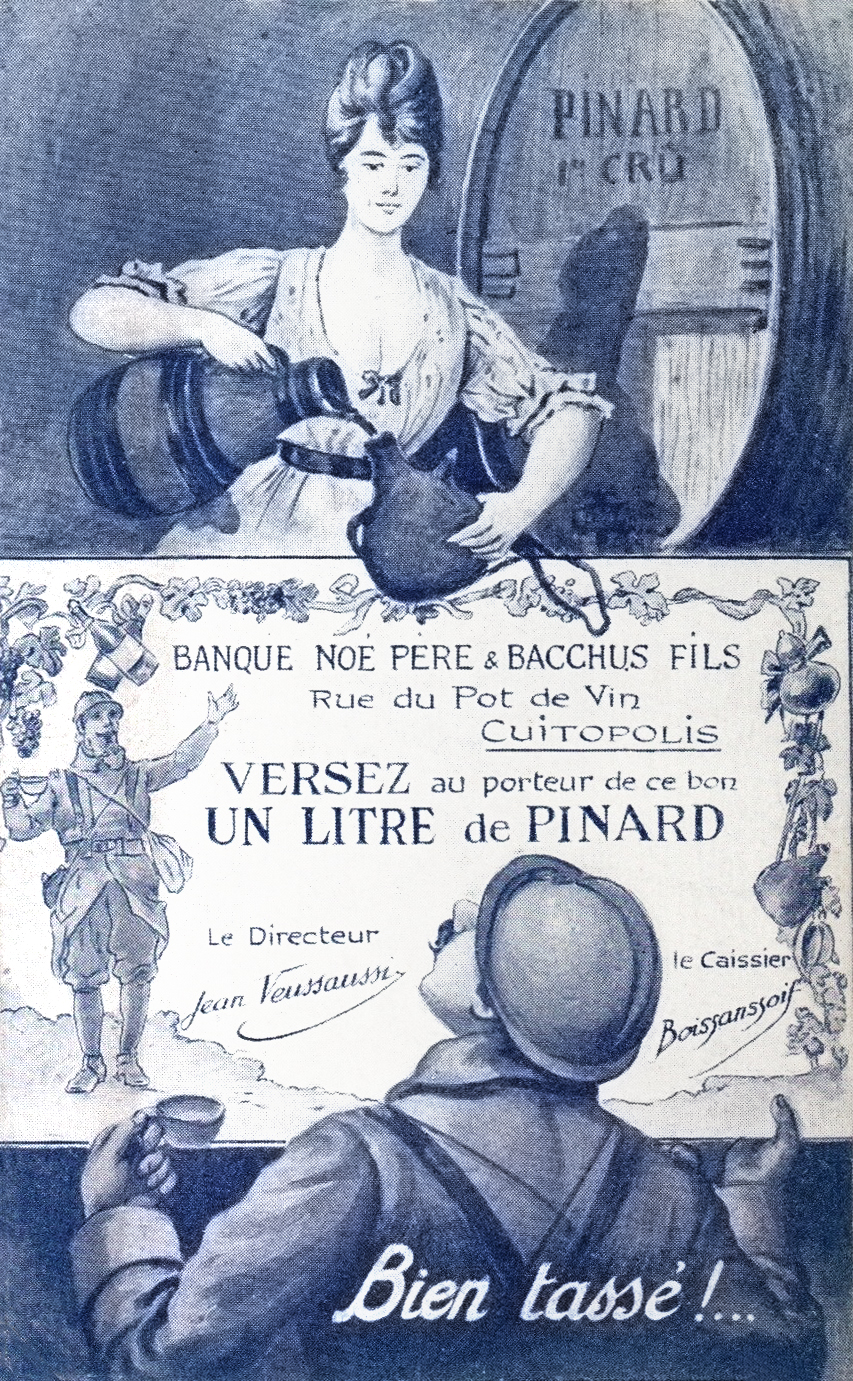
Une cantinière généreuse : un litre de pinard.

Boire du vin aux armées était une nouveauté, car jusqu'alors, il ne faisait pas partie de l'ordinaire du soldat ni en temps de paix, ni en  temps de guerre. « L'eau est la boisson habituelle du soldat », spécifiait le règlement intérieur des armées.

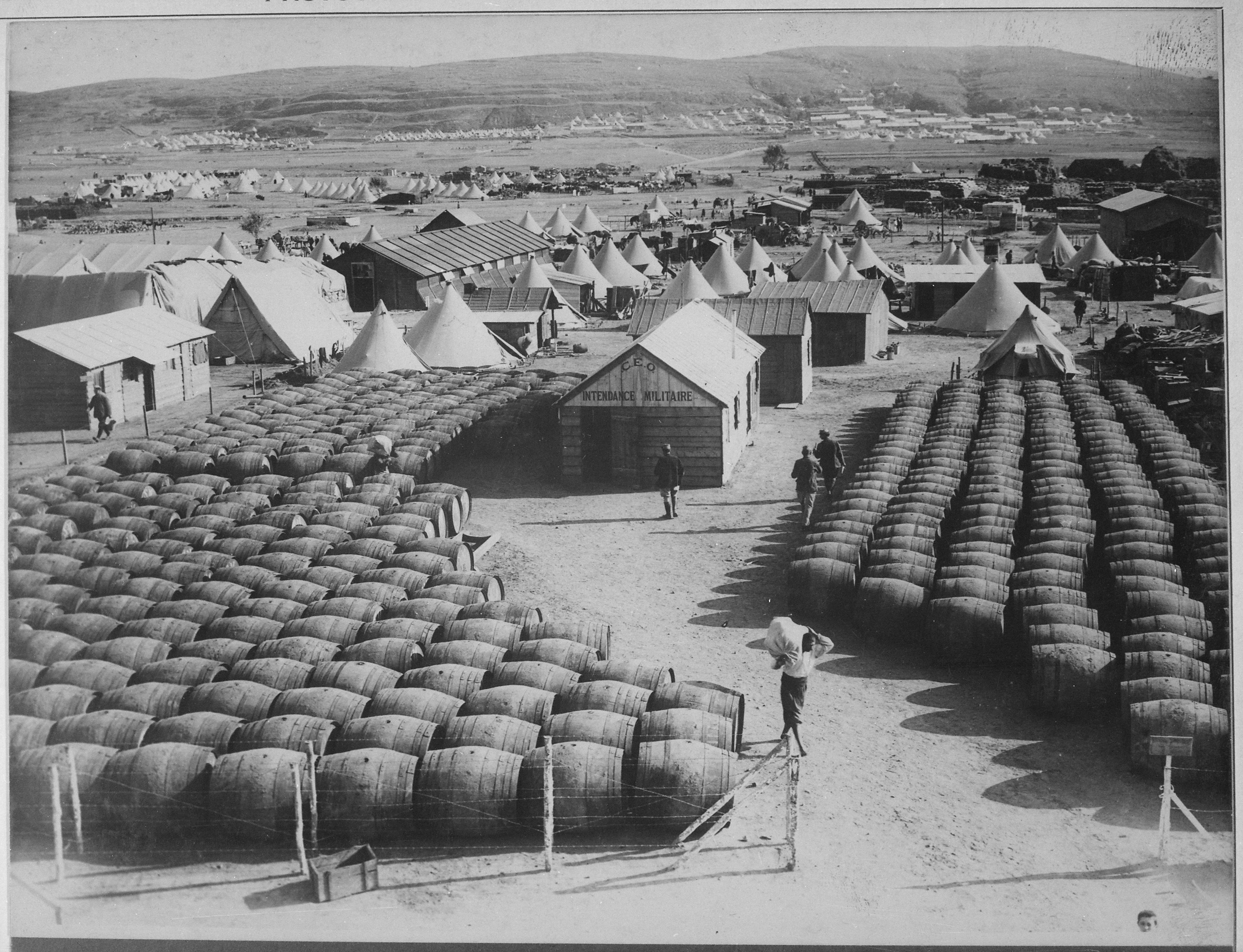
Stockage du pinard à Moudros, en mer Égée, dans l'île de Lemnos.

Dès octobre 1914, l'Intendance avertie d'une prévisible guerre de longue durée, afin d'améliorer la vie dans les tranchées ajouta à l'ordinaire des troupes une ration de vin. C'était l'acte de naissance du Père Pinard, un vin fort médiocre, qui avait « trop peu ou goût de rien ». Comme il fallait faire dans l'uniforme, le pinard du poilu, c'est-à-dire le vin rouge, fut un assemblage de vins à faible degré (Mâconnais, Beaujolais ou Charentes), avec la production au degré élevé du Languedoc-Roussillon, du Maroc, de l'Algérie et de la Tunisie. Le seul but était d'atteindre 9° d'alcool.
Tout soldat reçut quotidiennement un quart de vin, approvisionnement relativement facilité par l'abondante vendange de 1914. Cette ration fut reconnue insuffisante et doublée par le Parlement, en janvier 1916. Cette même année, après la bataille de Verdun, Jean Richepin, se fit un devoir d'écrire : « Dans des verres de paysans, ainsi que dans des calices touchés d'une main tremblante, qu'ils y boivent le pinard des poilus, versé par nos cantinières silencieuses et payé le plus cher possible au bénéfice des veuves et des orphelins de France ». Ce demi-litre fut augmenté à partir de janvier 1918, et la ration passa à trois quarts de litre par jour.
La demande était donc énorme de la part de l'armée qui eut recours à la réquisition qui, cette année-là, concerna le tiers de la récolte française, colonies comprises. Le vin réquisitionné était laissé chez le producteur, afin de faciliter le stockage, et soutiré en fonction des besoins militaires. En contrepartie, le viticulteur ou la coopérative vinicole, recevait une prime de vingt centimes par hectolitre et par mois. 
De ces caves, le vin était ensuite dirigé vers de grands entrepôts régionaux qui se situaient à Béziers, Sète, Carcassonne, Lunel et Bordeaux. De là, le pinard rejoignait en wagons-citernes les entrepôts à l'arrière du front avec un rythme de rotation de deux jours. Chaque convoi transportait une moyenne de 4 000 hectolitres. Immédiatement conditionné en fûts, le pinard rejoignait à nouveau en train les gares régulatrices, puis les cantonnements par camions automobiles. 
De plus, l'Intendance doit faire face sur tous les fronts. Les troupes françaises sont présentes au Congo, au Soudan, à Madagascar, en Indochine, et avec l'armée française d'Orient sur les rives de la Cerna, dans les défilés des Balkans, sur les crêtes montagneuses de Monastir. Le pinard doit y arriver et y parvient quelles que soient les difficultés et les distances. 

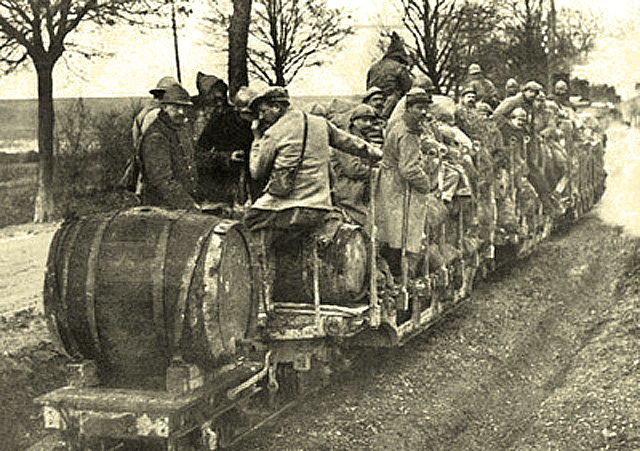
Convoi de vin vers le front tiré par une Decauville.
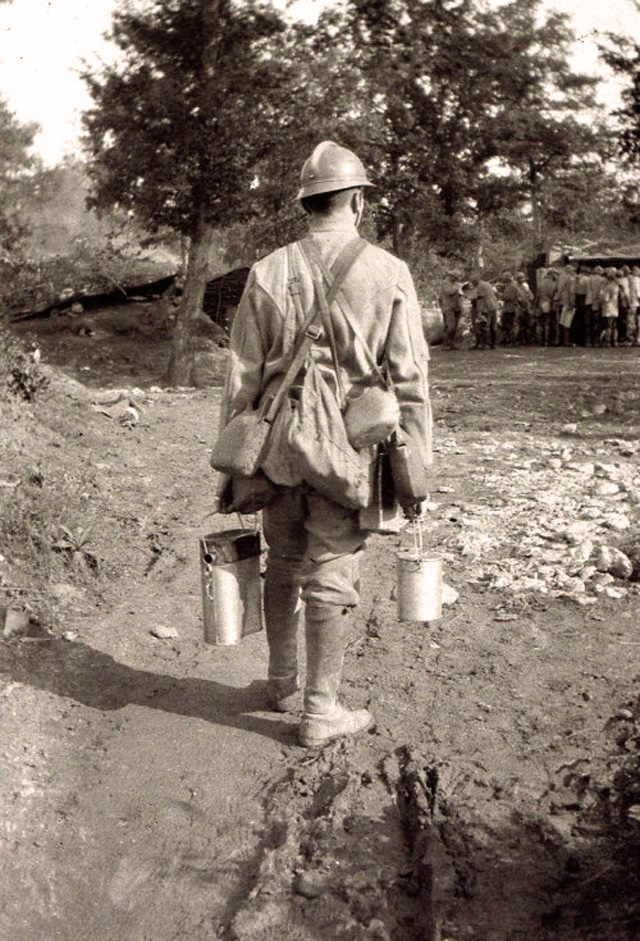
Poilu de corvée de vin.
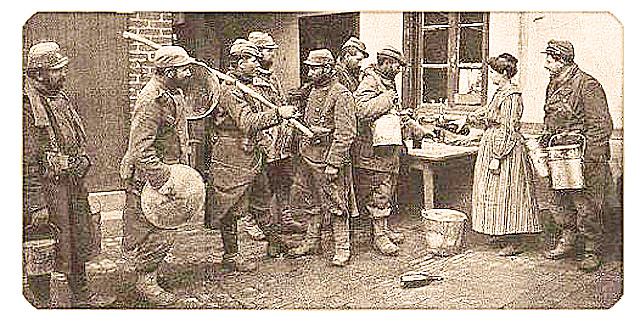
Cantinière distribuant la ration de vin.
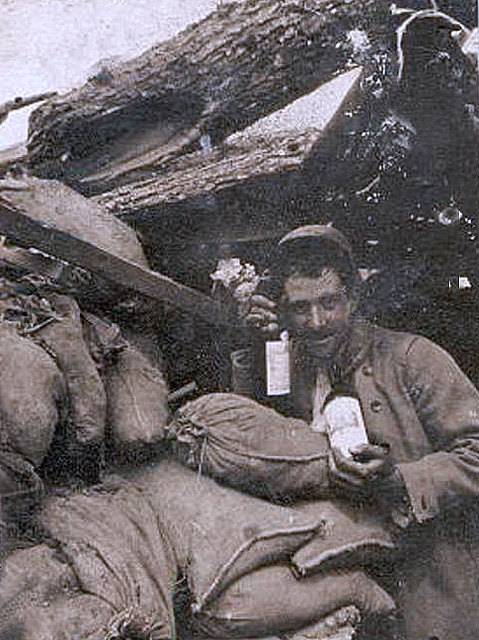
Poilu brandissant deux bouteilles cachetées.
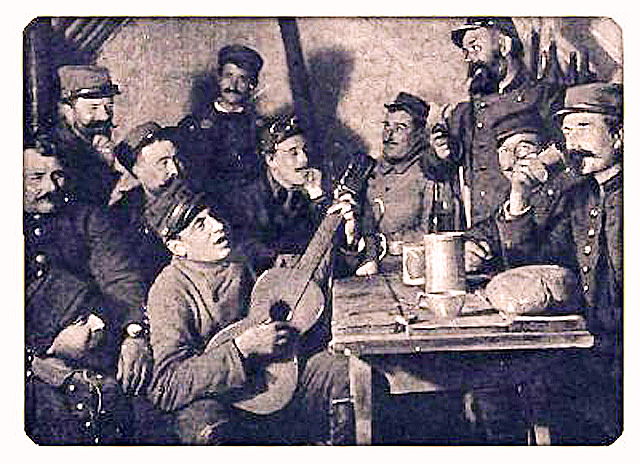
Le soir, dans l'abri de la tranchée, vin et musique.

Un jargon nouveau vit jour pour désigner les rations. Un 75, était un canon ; un 105, une chopine ; un 120 court, un litre de vin pur et un 120 long, un litre de vin additionné d'eau. Car les habitudes de trafiquer le vin ne s'étaient pas perdues, il était souvent mouillé, et selon une légende persistante, on le croyait  systématiquement bromuré et droguassé.

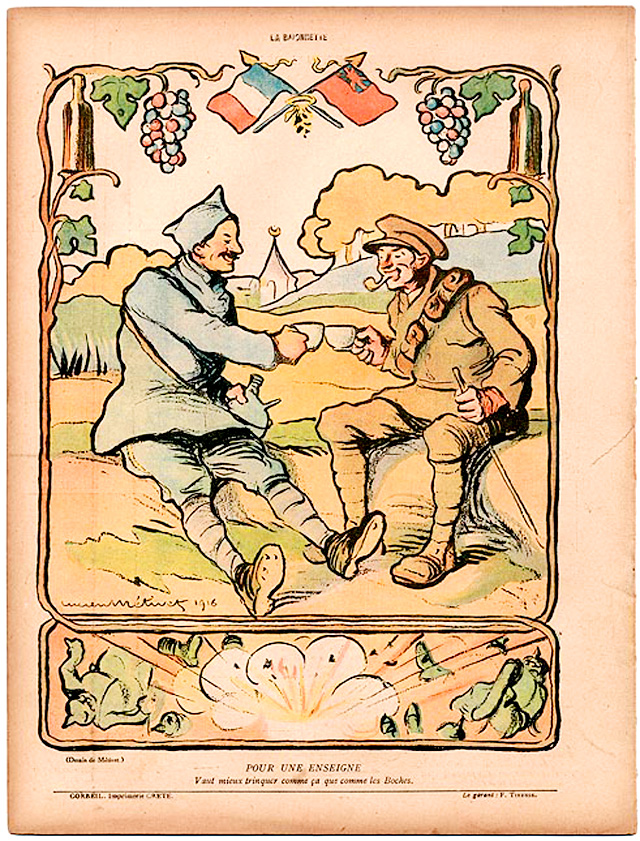
Il vaut mieux trinquer comme ça que comme les Boches.
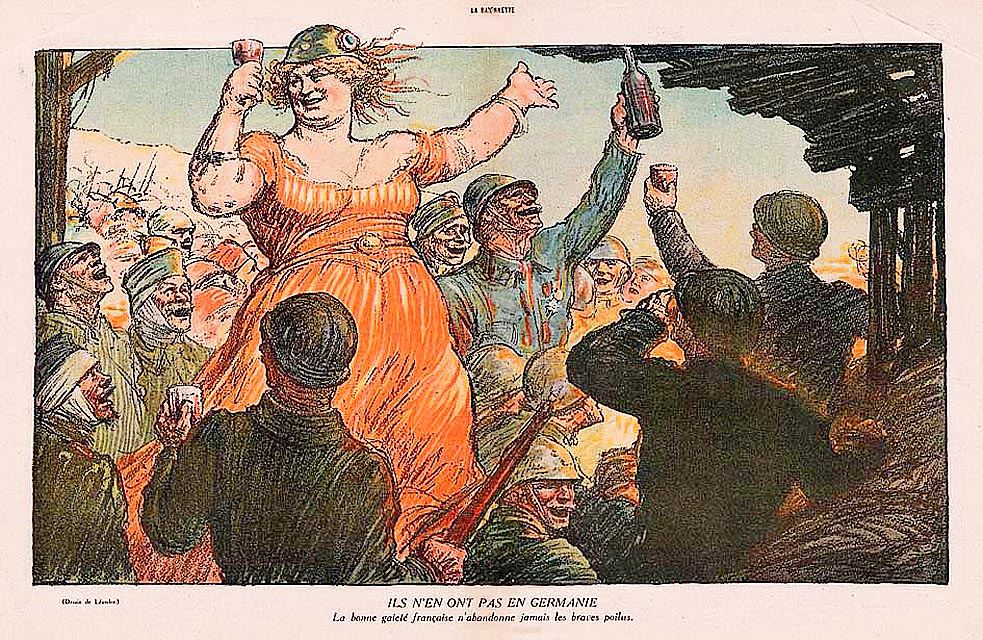
« Ils n'en ont pas en Germanie ».
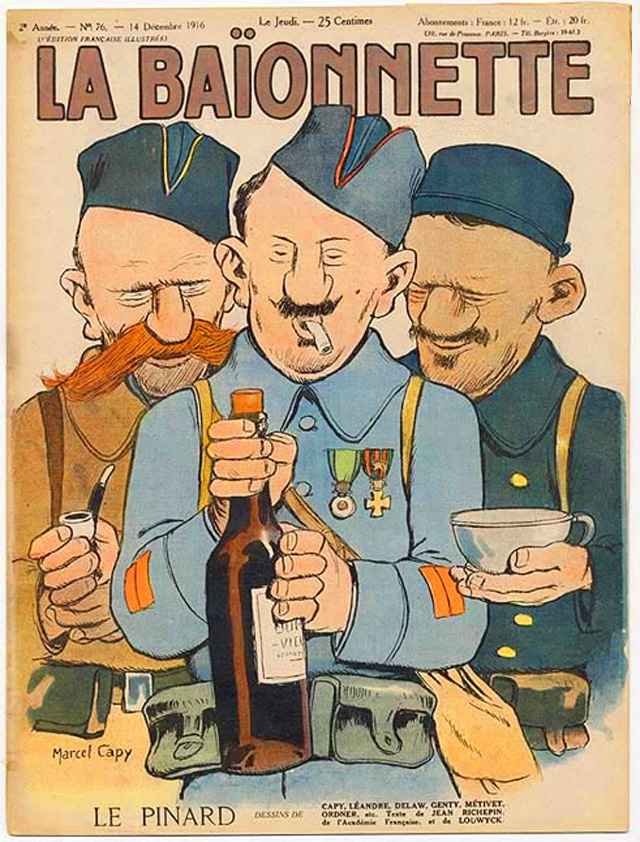
Le pinard des frères d'armes.
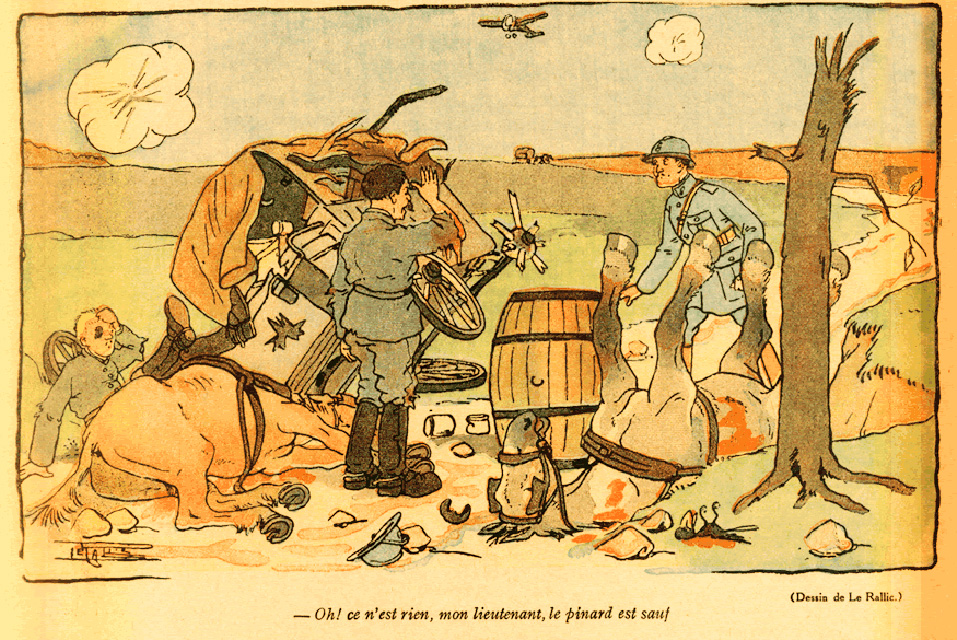
« Oh, ce n'est rien, mon lieutenant, le pinard est sauf ».

À tel point que cela laissa des traces dans les mémoires. Au cours de l'automne 1939, pendant la drôle de guerre, la rumeur se répandit que du bromure était ajouté dans le vin du soldat. On montra du doigt l'Œuvre du vin chaud, fondée par Édouard Barthe. Cette initiative avait été parrainée à la gare de l'Est, le 23 novembre 1939, par Henri Queuille, ministre de l'Agriculture. Mais en réalité le vin distribué avait été coupé d'eau.

## Pinard cocardier
Pour toute l'armée, du simple poilu au haut commandement, « Le père Pinard est un père la victoire ». Non seulement il a vaincu le schnaps, fait vider « leur Verdun trait » aux Allemands, mais « il a fait triompher le chaud soleil du Midi sur les froides brumes germaniques », comme le proclama L'Écho des tranchées, en novembre 1918,. Sentiment qui fut aussi celui de Guillaume Apollinaire qui, du front, écrivit dans un poème qu’il adresse À l'Italie « J’ai comme toi, pour me réconforter le quart de pinard qui met tant de différences entre nous et les boches, ». Pourtant, derrière son ton cocardier et germanophobe, cette poésie s’ouvre « à une forme de désespérance, qui est d’ailleurs repérable d'un bout à l'autre de Calligrammes ».

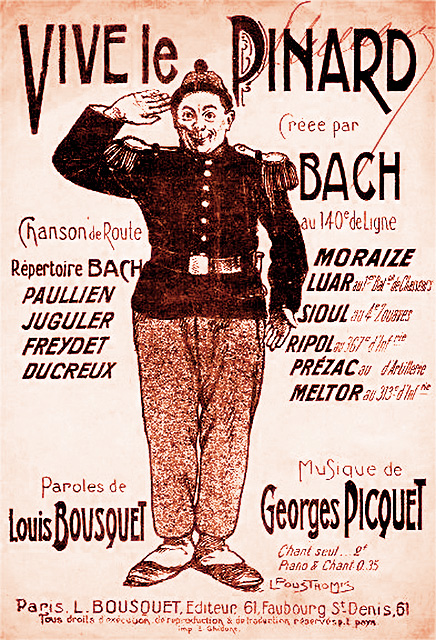
Partition de Vive le Pinard
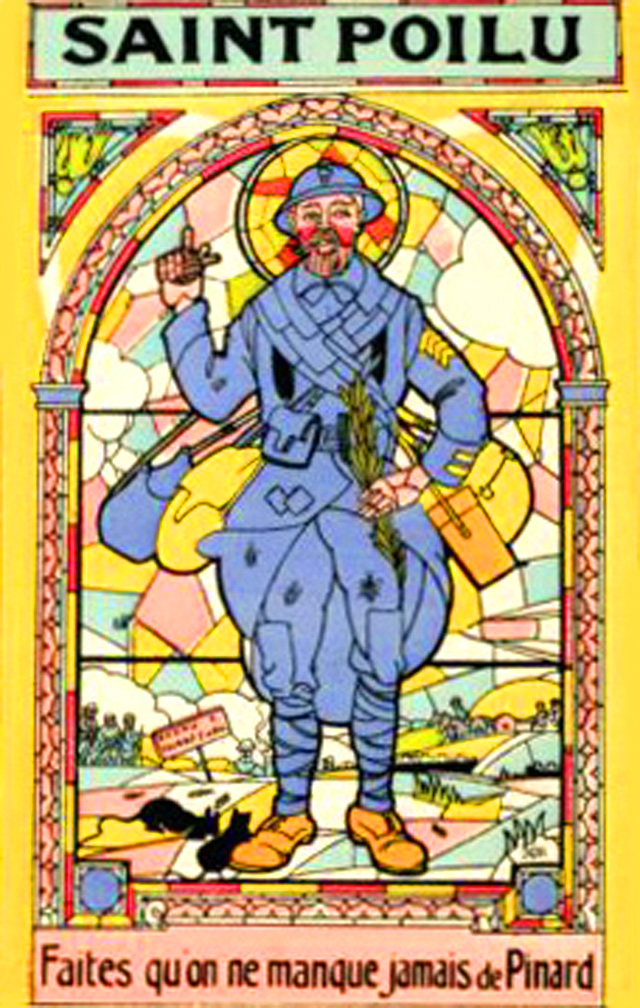
Prière à saint Poilu
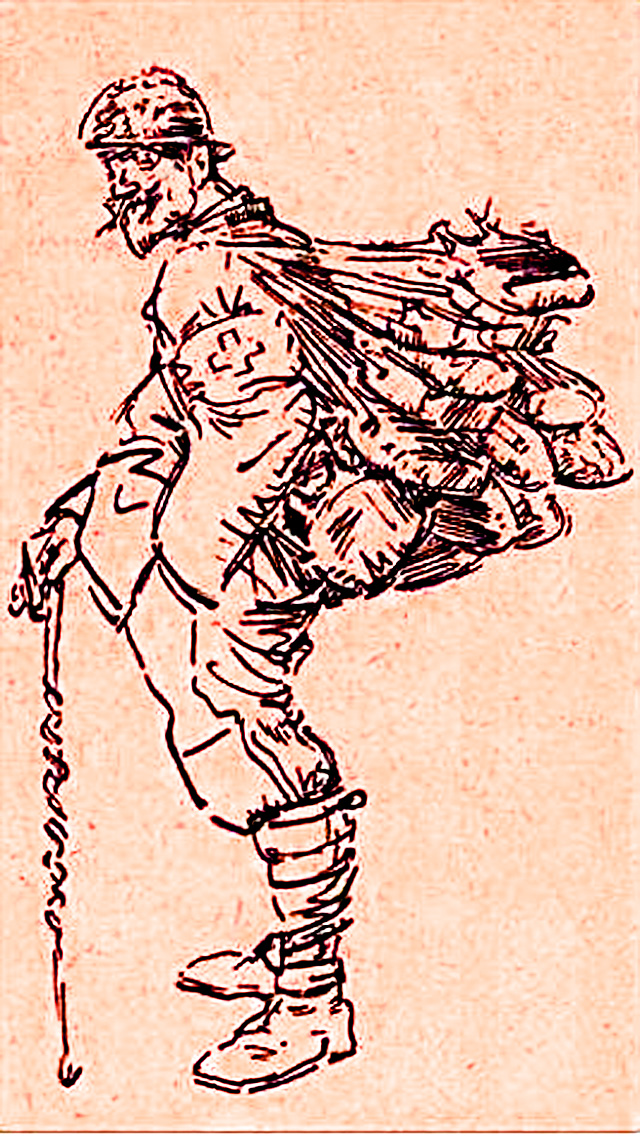
Le porteur de bidon par Ricardo Florès
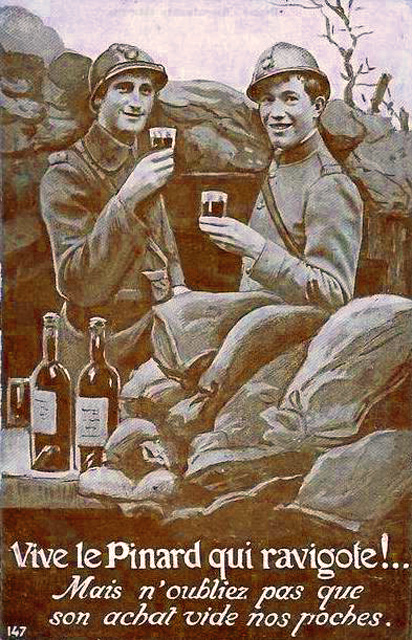
Vive le pinard qui ravigote
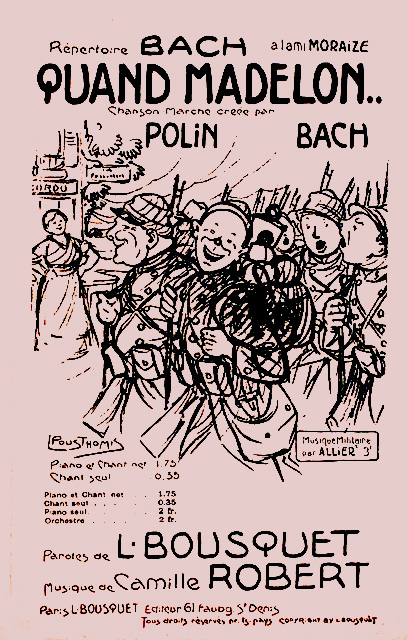
Partition de Quand Madelon...

Des séries entières de cartes postales et maintes chansons glorifièrent le pinard et en firent un personnage mythique. Le bon Père Pinard, était le réconfort du soldat, le grand saint Pinard devint la patron des poilus et il y eut même un saint Poilu que l'on invoquait par peur de manquer de vin. 

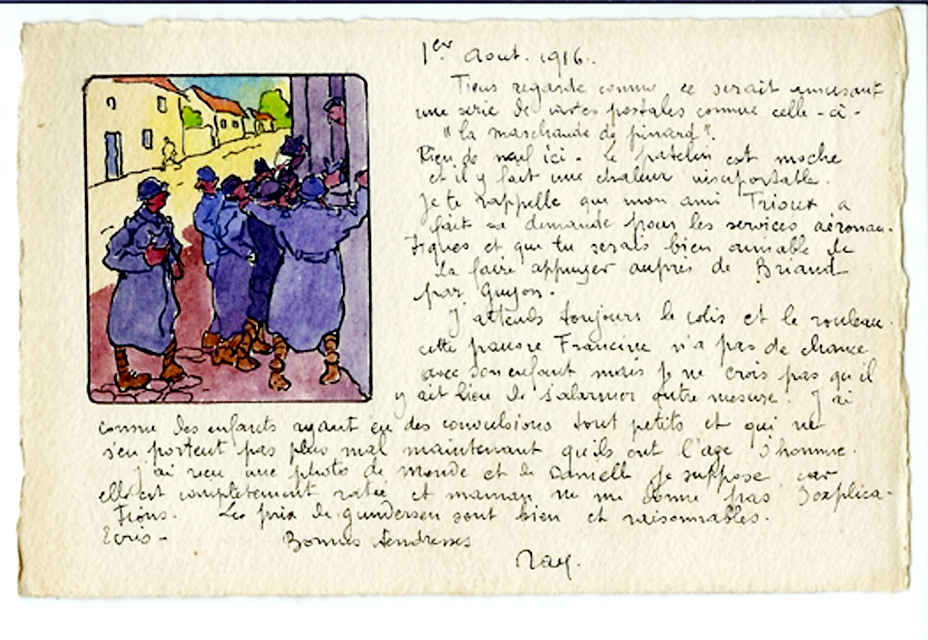
Aquarelle sur carte postale : la marchande de pinard.

Nombre de poésies de la Première Guerre mondiale ont partagé cette même thématique du vin. Pour chanter ses vertus et rajouter à sa gloire Max Leclerc composa l’Ode au pinard tandis que Théodore Botrel fit de Rosalie et Comme son vin, son œil pétille des hymnes glorifiant la boisson nationale. Louis Bousquet, originaire du Languedoc, composa Quand Madelon..., puis, avec Georges Picquet pour la musique, il popularisa Vive le pinard, une marche militaire qui fut créée par Bach lorsqu'il était au 140e de ligne,.
Issu de la poésie populaire, Louis Bousquet était marchand de vélos à Paris,  Vive le Pinard, soutient pourtant la comparaison avec Le vigneron champenois, de facture avant-gardiste, poème dû à la plume d'un professionnel, Guillaume Apollinaire, alors artilleur du 38e régiment d'artillerie. 
Pour Bousquet, le pinard de l'Intendance n'a aucune parenté avec le vin « transparent et vermeil » chanté par l'académicien Richepin. Le pinard, c'est de la vinasse, un vin de fort mauvaise qualité, dont le seul avantage est de réchauffer et ravigoter le poilu.
Mais comme le constate Olivier Parenteau, « ce vin de guerre ne rend pas belliqueux, il ne lie pas les soldats à la patrie et ne sert pas à diminuer l’ennemi : il apparaît davantage comme une béquille du combattant, lui permettant de remplir son devoir dans l’adversité ». Dans son écriture Louis Bousquet joue sur deux fronts à la fois, il lance un message patriotique sans que celui-ci ne sombre dans le « bourrage de crâne » qui répugnait tant aux soldats du front.

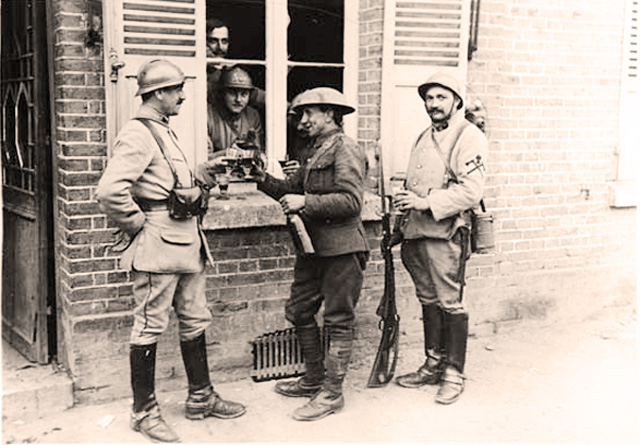
Fraternisation entre armées alliées.

Le vigneron champenois est partie prenante de la littérature de témoignage très prisée à l’arrière, une littérature qu'aucun éditeur ne se refusait de publier. Maître de son art, Apollinaire se permet dans un premier temps de comparer, tout en les différenciant, les termes militaires (artillerie, écu, obus) et ceux de la viticulture (bouteille, ceps). Puis il entremêle ces deux thèmes. La bouteille de champagne devient l'obus, les soldats des ceps de vigne. Ce faisant, il souligne surtout que pendant cette guerre, « la disproportion se révèle écrasante entre les moyens de tuer et les moyens de se protéger : échapper à la mort devient une simple question de chance ».   
Force est de constater que pinard et champagne sont de ces vins de guerre qui ne se laissent pas boire cul sec. « Ils sont versés dans des vers poreux, qui s’emparent des discours environnants, mais qui composent et dialoguent avec eux de manière à autoriser l’équivoque, le doute et la duplicité ». Après l'Armistice du 11 novembre 1918, La Madelon de la victoire, sur des paroles de Lucien Boyer et une musique de Charles Borel-Clerc, devint la chanson culte du répertoire de Suzanne Valroger et de Maurice Chevalier. Dans ce type de poésie célébrant l'épopée pinardière, la dénonciation du carnage n'est pas de mise. Seuls Pierre-Jean Jouve, Charles Vildrac et Georges Duhamel, qualifiés de poètes pacifistes, prirent assez de recul pour rester humanistes et baser leurs œuvres sur « l’aveu d’une souffrance inguérissable, d’un désespoir sans borne, où souffle la révolte de celui qui ne peut pas accepter le crime ».

## Pinard et unité nationale

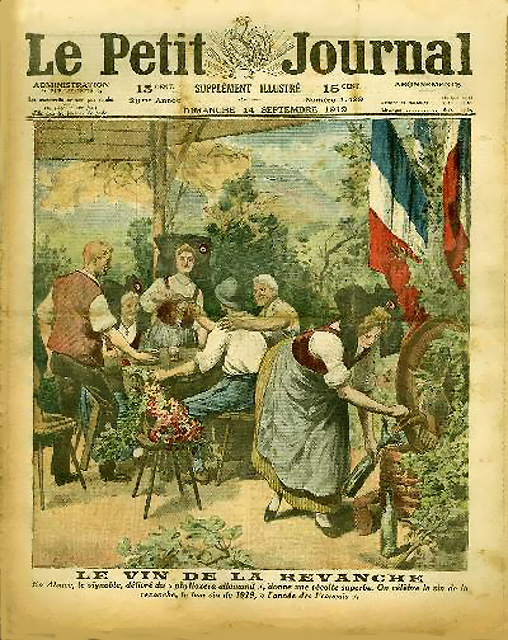
Le vin de la revanche.

Depuis le début du XIXe siècle, un des plus importants facteurs permettant de comprendre l'importance du vin dans l'imaginaire national est que celui-ci participait à une « mythologie identitaire » depuis le tout premier conflit franco-allemand. Déjà, en 1815, Pierre-Jean de Béranger intimait l'ordre aux « buveurs de Germanie » de déguerpir avant qu'ils n'aient « avalé tout notre vin ». Dans la même optique, au début du XXe siècle, Maurice Barrès, expliquait que les vignobles d'Alsace-Lorraine, situés à la frontière de la barbarie, était la preuve de l'appartenance de ces deux provinces à la civilisation gréco-latine. Cette conception de la France, pays du vin, lors du déclenchement des hostilités, a regermé sur un terreau favorable, au nom de la revanche que les « fils de la République » allaient prendre sur le Rhin allemand.

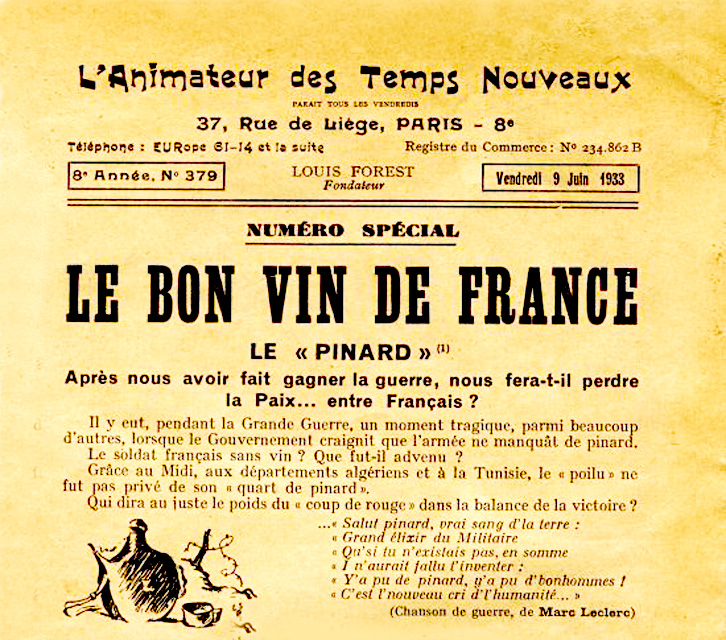
Numéro spécial sur Le Pinard, en 1933.

Pour la plus grande partie de cette génération, la Grande Guerre, en dépit du nombre de ses victimes, fut perçue comme une croisade permettant à la France de triompher de la barbarie germanique. Dans la presse, des voix s'élevèrent (hommes politiques, éditorialistes) pour demander que le pinard « soit cité à l’ordre de la Nation pour avoir concouru, à sa manière, à la victoire ». Il n'y eut pas de suite, mais force est de constater que la Première Guerre mondiale acheva finalement les mutations qu'avait initiées le chemin de fer. Si le rail avait nationalisé le vin en le transportant dans toute la France, les tranchées l'étatisèrent et le popularisèrent à travers les poilus.
Les soldats mobilisés originaires de toutes les anciennes provinces où l'on s'exprimait encore quotidiennement en patois ou en langue régionale devinrent des prosélytes de la langue française en rentrant au pays. De la même façon tous ceux venus de l'Ouest et du Nord de la France restèrent des consommateurs réguliers. Depuis la fin de la Grande Guerre, le vin est considéré un facteur de l'unité nationale au même titre que la langue française.

## Alcoolisme d'après-guerre

Les méfaits de l'alcoolisme sur un panneau scolaire après 1918. Le panneau considère le vin, le cidre, le poiré ou la bière comme des exemples d'alcools sains, par opposition aux alcools de betterave, pomme de terre ou grains.

La consommation massive de vin fit qu'une réalité moins glorieuse vit le jour dans l'armée française où « l'alcoolisation des troupes fut de grande ampleur ». La consommation du pinard réjouit moins les autorités militaires qu'elle ne les inquiéta alors. Après 1918, il y eut à nouveau surproduction du vignoble. Elle fut palliée, en partie, par une augmentation de la consommation de vin. Le pic de la consommation par habitant de vin fut atteint durant les années 1930. Celui-ci perdura jusqu'à juin 1940, où les restrictions imposèrent une abstinence nationale.
En 1915, l'Académie nationale de médecine définissait les normes de consommation de vin autour de 50 à 75 centilitres par repas. La guerre finie, toute une série de campagnes antialcooliques se développa. Elles firent appel au patriotisme et y associèrent le spectre de l'envahisseur au casque à pointe. Un nouveau front s'ouvrit et cette fois ce furent les femmes, épouses et mères de famille, qui défendirent la patrie en danger d'alcoolisme. Elles menèrent ce combat au côté des « hussards noirs de la république », les instituteurs qui, dans leurs cours de morale, sensibilisaient leurs élèves au fléau de l'alcoolisme.